# 1991 dans les chemins de fer
Chronologie des chemins de fer
1990 dans les chemins de fer - 1991 - 1992 dans les chemins de fer

## Évènements
- 22 février. France : déclassement de la section de Gacé à Mesnil-Mauger sur la ligne de Sainte-Gauburge à Mesnil-Mauger.
- 29 juillet. Union européenne : adoption par le Conseil européen de la directive 91/440/CEE, relative au développement des chemins de fer communautaires.
- 17 octobre. France : collision à Melun entre un train de voyageurs Nice-Paris et un train de marchandises provenant de Corbeil, 16 morts et 55 blessés[1].